# Garthia gaudichaudii
Espèce
Synonymes
- Gymnodactylus gaudichaudii Duméril & Bibron, 1836
- Homonota gaudichaudii (Duméril & Bibron, 1836)
- Gymnodactylus dorbignii Duméril & Bibron, 1836
- Homonota gaudichaudii dorbignii (Duméril & Bibron, 1836)
- Homonota gaudichaudii klugei (Donoso-Barros 1970)

Garthia gaudichaudii est une espèce de geckos de la famille des Phyllodactylidae.

## Répartition
Cette espèce se rencontre :
- en Bolivie ;
- au Chili ;
- en Uruguay ;
- en Argentine.

## Liste des sous-espèces
Selon The Reptile Database (27 avril 2014) :
- Garthia gaudichaudii dorbignii (Duméril & Bibron, 1836)
- Garthia gaudichaudii gaudichaudii (Duméril & Bibron, 1836)
- Garthia gaudichaudii klugei Donoso-Barros, 1970

## Étymologie
Cette espèce est nommée en l'honneur de Charles Gaudichaud-Beaupré (1789–1854).

## Publications originales
- Donoso-Barros, 1970 : Cátalogo herpetólogica chileno. Bulletin du Muséum national d'histoire naturelle de Santiago, vol. 31, p. 49-124.
- Duméril & Bibron, 1836 : Erpetologie Générale ou Histoire Naturelle Complete des Reptiles. Librairie Encyclopédique Roret, Paris, vol. 3, p. 1-517 (texte intégral).